# Les Indézikables
 (juillet 2011).
Si vous disposez d'ouvrages ou d'articles de référence ou si vous connaissez des sites web de qualité traitant du thème abordé ici, merci de compléter l'article en donnant les références utiles à sa vérifiabilité et en les liant à la section « Notes et références ».
Le festival Les Indézikables est un festival de musique organisé à Saint-Gervais-les-Bains, en France.
Il se déroule en juillet avec plusieurs concerts échelonnés sur une durée d'une semaine.

## Histoire
La première édition des Indézikables a eu lieu en 2001, pour s’arrêter en 2004.
2011 verra renaître ce festival du Pays du Mont Blanc, avec pour objectif la mise en place d'une programmation variée et internationale.
Par ailleurs, le festival Les Indézikables a également pour vocation de promouvoir la scène locale, par le biais de tremplins.

## Programmations du festival

### 2011
Le vendredi 15 juillet, se sont produits Srv Trio, Christophe Godin & Gnô, Dr Feelgood ; le samedi 16 juillet, Graine d’Ortie, Yoanna, Tram des Balkans, et Sergent Garcia ; le vendredi 22 juillet, Sylvain Luc et le samedi 23 juillet,  Eal, Anticlimax, Daso, Florian Meindl, Electricrescue et Ganos.
Du 18 au 21 juillet, ont eu lieu des master class et des apéros-concerts.

### 2012
Programmation :
• Jeudi 19 juillet : Charles Pasi
• Vendredi 20 juillet : Samarabalouf, Carmen Maria Vega, L'Orchestre National de Barbes
• Samedi 21 juillet : The Buttshakers, Scratch Bandit Crew, Puppetmastaz

## Vainqueurs des tremplins
Le vainqueur du tremplin 2011 est « Graine d'Ortie ».
En 2012 : « Jesus is my Girlfriend ».